# Z-Stoff
Le Z-Stoff, en français : « substance Z », était le nom de code allemand désignant un oxydant, composé de permanganate de potassium (KMnO4), de permanganate de sodium (NaMnO4), voire de permanganate de calcium (Ca(MnO4)2), mélangé à de l'eau. 
Le Z-Stoff était utilisé comme catalyseur dans les recherches sur la propulsion des fusées.

## Principe
Le Z-Stoff servait de catalyseur de décomposition exothermique du T-Stoff, un concentré de peroxyde d'hydrogène utilisé comme carburant pour les turbopompes des fusées V-2. 
La réaction entre Z-Stoff et T-Stoff produisait du dioxyde de manganèse, qui avait tendance à boucher les générateurs de gaz et les injecteurs des moteurs. Pour cette raison, les versions tardives du moteur-fusée produit par Walter utilisaient un catalyseur à état solide plutôt que sa solution aqueuse.
Le mélange utilisé était du permanganate de sodium (Z-Stoff N) pour l'été, et du permanganate de calcium (Z-Stoff C) pour l'hiver. La différence entre les deux tenait essentiellement au point de congélation de ces deux mélanges.

## Remarque
Le T-Stoff était également utilisé comme comburant du C-Stoff, un mélange de méthanol et d'hydrate d'hydrazine, pour le Messerschmitt 163B ; dans ce cas le Z-Stoff n'était pas requis.